# Coenosia subcarinata
Coenosia subcarinata este o specie de muște din genul Coenosia, familia Muscidae, descrisă de Xue și Zhu în anul 2008.
Este endemică în Yunnan. Conform Catalogue of Life specia Coenosia subcarinata nu are subspecii cunoscute.